# Bernhard von Bredow
Hermann Bernhard Ferdinand von Bredow (* 29. April 1842 in Rathenow; † 20. Februar 1918 in Brandenburg an der Havel) war ein preußischer Generalleutnant.

## Leben

### Herkunft
Bernhard von Bredow entstammte dem alten uradeligen mittelmärkischen Adelsgeschlechts derer von Bredow. Seine Eltern waren der westhavelländische Landrat und Landiner Gutsbesitzer, mit Nebengut in Kriele, Hasso von Bredow (1812–1864) und dessen Ehefrau Valeska Gräfin von Schmettow (1823–1895), Tochter der Valeska von Wulffen-Grabow (1798–1881) und des Grafen Bernhard von Schmettow (1787–1872), Gutsbesitzer auf Brauchitschdorf und Fideikommissherr auf Pommerzig. Sein jüngerer Bruder war der spätere Politiker Max von Bredow und er war damit Onkel von Wichard von Bredow.

### Werdegang
Bernhard von Bredow besuchte 1855 zunächst das Werdersche Gymnasium in Berlin. Dann ging er wie viele von Bredows; wie sein Vater und nachmals sein Bruder; an die Ritterakademie in Brandenburg an der Havel. Hier war er von 1858 bis 1860. Bekanntgewordene Mitschüler waren neben mehreren späteren Gutsbesitzern u. a. Freiherr Max von Thielmann und die Brüder und Cousins dem späteren Generalleutnant Oskar von Rabe, dem späteren Oberst und Abgeordneten Karl von Rabe und dem späteren Generalleutnant Rudolf von Rabe.
Im März 1860 trat er in das Kürassier-Regiment „Kaiser Nikolaus I. von Russland“ (Brandenburgisches) Nr. 6 in Brandenburg an der Havel ein, wurde dort im August 1860 Fähnrich, 1861 Sekondeleutnant. Von da an war er drei Jahre bis 1864 Ordonnanzoffizier bei späteren Generalfeldmarschall Prinz Friedrich Karl von Preußen (1828–1885).
1870/1871 war von Bredow u. a. an der Schlacht bei Gravelotte beteiligt. Er erhielt zuerst das Eiserne Kreuz II. Klasse und das Mecklenburgische Verdienstkreuz. Zudem wurde er Inhaber des 25-jährigen Offiziers-Verdienstkreuzes. Seit 1870 war von Bredow stellv. Brigade-Adjutant. Im Februar 1872 ging er als Rittmeister zum Regiment der Gardes du Corps nach Potsdam. Hier wurde er Kompaniechef, 1882 dann Major und war ab 1884 etatmäßiger Stabsoffizier. 1889 erhielt er den Königlichen Kronen-Orden 2. Klasse. Es erfolgte seine Beförderung zum Oberstleutnant und er wurde Kommandeur seines alten Brandenburger Stammregiments. Dies blieb er von Anfang April 1889 bis Mitte Mai 1893. 1891 wurde er Oberst. Anschließend wurde er Kommandeur der 6. Kavallerie-Brigade und erreichte am 13. Mai 1895 den Dienstrang Generalmajor. Bis 16. Juni 1897 blieb er Brigadekommandeur. Anschließend nahm er den Abschied. Zum 13. September 1912 erhielt er den Charakter als Generalleutnant verliehen.
Mit Ausbruch des Ersten Weltkriegs wurde von Bredow nicht wieder reaktiviert. Von Bredow war Mitglied des Johanniterordens und im Orden ab 1874 erst Ehrenritter und dann ab 1886 Rechtsritter. Er war auch Mitglied der Provinzialgenossenschaft Brandenburg.

### Familie
Am 3. September 1871 heiratete Bernhard im niederschlesischen Niebusch Margarete von Schmeling (* 29. März 1847 in Potsdam; † 18. Januar 1934 in Brandenburg an der Havel), Tochter des Majors und Niebuscher Gutsbesitzers Eckhard von Schmeling und der Elisabeth Spieker, mit der er eine Tochter und einen Sohn hatte:
- Elisabeth Valeska Alexandra (* 22. Juni 1872 in Berlin; † nicht bekannt/sie lebte zuletzt (1960er Jahre) in Eulau bei Naumburg) ⚭ 1895 (Scheidung 1922) Hans von Tschirschky und Bögendorff, Regiments- und Brigade-Kommandeur, zuletzt Generalmajor, Flügeladjutant von Kaiser Wilhelm II.
- Hasso Eckhard Bernhard (* 13. Oktober 1873 in Berlin; † 27. Januar 1945 in Winzig, Landkreis Wohlau/Schlesien), Kadett in Potsdam,[8] akt. Offizier, lebte dann in den USA, Kaufmann in Deutschland, Musiker, zuletzt Hauptmann a. D. ⚭ 1900 (Scheidung 1910) Elisabeth von Dehn-Rotfelser (* 29. Juli 1878 in Kassel; † 22. August 1957 in Potsdam),  Tochter des kgl. preuß. Generalleutnant Wilhelm von Dehn-Rotfelser und der Luise Deichmann; keine Nachfahren (Elisabeth heiratete 1916 den späteren Major Hans Georg Wilhelm von Kotze)[9]